# Roßbach (Emscher)
Der Roßbach ist ein etwa 7½ Kilometer langer orografisch linker Nebenfluss der Emscher. 

## Geographie

### Quellbäche

#### Schmechtingsbach
Der Schmechtingsbach ist der gut 3 Kilometer lange rechte Quellbach des Roßbachs und ein Teil von dessen hydrologischem Hauptstrang.

#### Dellwiger Bach
Der Dellwiger Bach ist der fast 4 Kilometer lange linke Quellbach des Roßbachs und ein Nebenstrang von ihm.

### Verlauf
Der Roßbach entsteht durch den Zusammenfluss von Dellwiger Bach und Schmechtingsbach in Dortmund-Marten. 
Er durchfließt die Dortmunder Ortsteile Marten, Wischlingen, Rahm und Huckarde, wo er schließlich in die Emscher mündet.
In seinem gesamten Verlauf liegt der Bach in Betonschalen. In Marten wird ihm Ab- und Niederschlagswasser aus dem Dortmunder Westen zugepumpt wie auch dem Oespeler Bach, einem rechten Nebenfluss. 
Wenige Meter flussabwärts fließt von links der Bärenbruchgraben zu. Über die Regenrückhaltebecken an der A 45-Brücke wird ihm auch Niederschlagswasser von der Bundesautobahn 45 zugeführt. In Rahm fließt ihm von links der Winkelgraben zu.
Er mündet schließlich von links in die Emscher.

### Zuflüsse
- Schmechtingsbach (rechter Quellbach, Hauptstrang), 3,3 km
  - Siebenplanetengraben (rechter Quellbach, Hauptstrang)
  - Beverbach (linker Quellbach, Nebenstrang), 1,2 km
  - Dünnebecke (rechts), 2,9 km
  - Feldbach (rechts), 3,1 km
  - Crengeldanzgraben (links)
  - Oespeler Bach (rechts)
    - Meilengraben (rechts)
- Dellwiger Bach (linker Quellbach, Nebenstrang), 3,9 km
  - Waldbach (rechts)
  - Rhader Holzbach (links), 1,3 km
  - Weilbergsiepen (links)
  - Volksgartenbach (rechts)
  - Oelsiepen (links)
  - Katzbach (rechts), 1,0 km
- Bärenbruchgraben (links)
- Rahmer Graben (links)
- Winkelgraben (rechts)
- Weustgraben (rechts), 2,3 km

## Renaturierung
Seit 2017 werden die Betonschalen abschnittsweise entfernt und der Roßbach so schrittweise von der Emschergenossenschaft renaturiert. Die Baumaßnahmen werden voraussichtlich bis 2022 abgeschlossen sein.

## Galerie

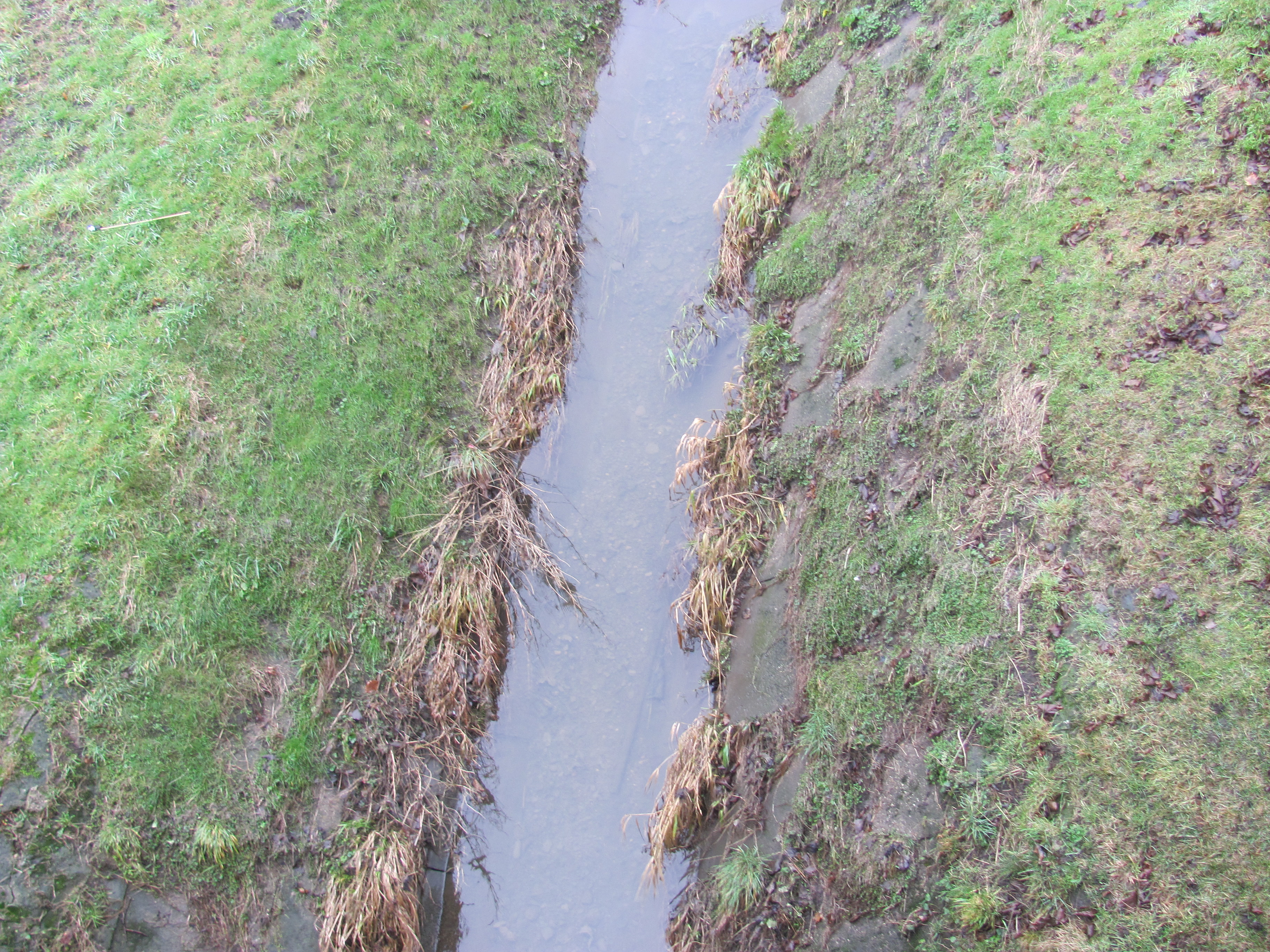
Sohlschalen des Roßbachs
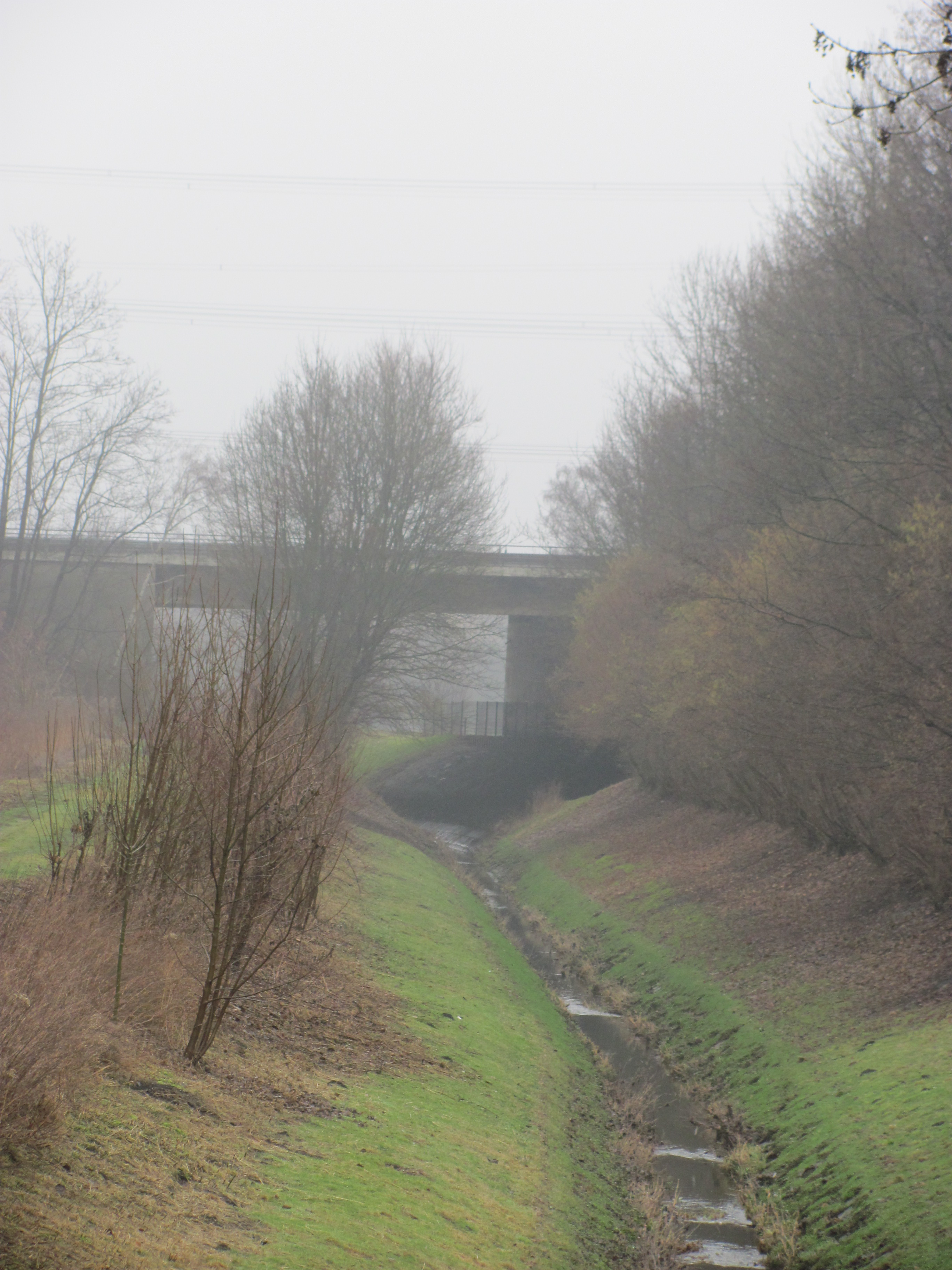
Brücke der A 45 über den Roßbach
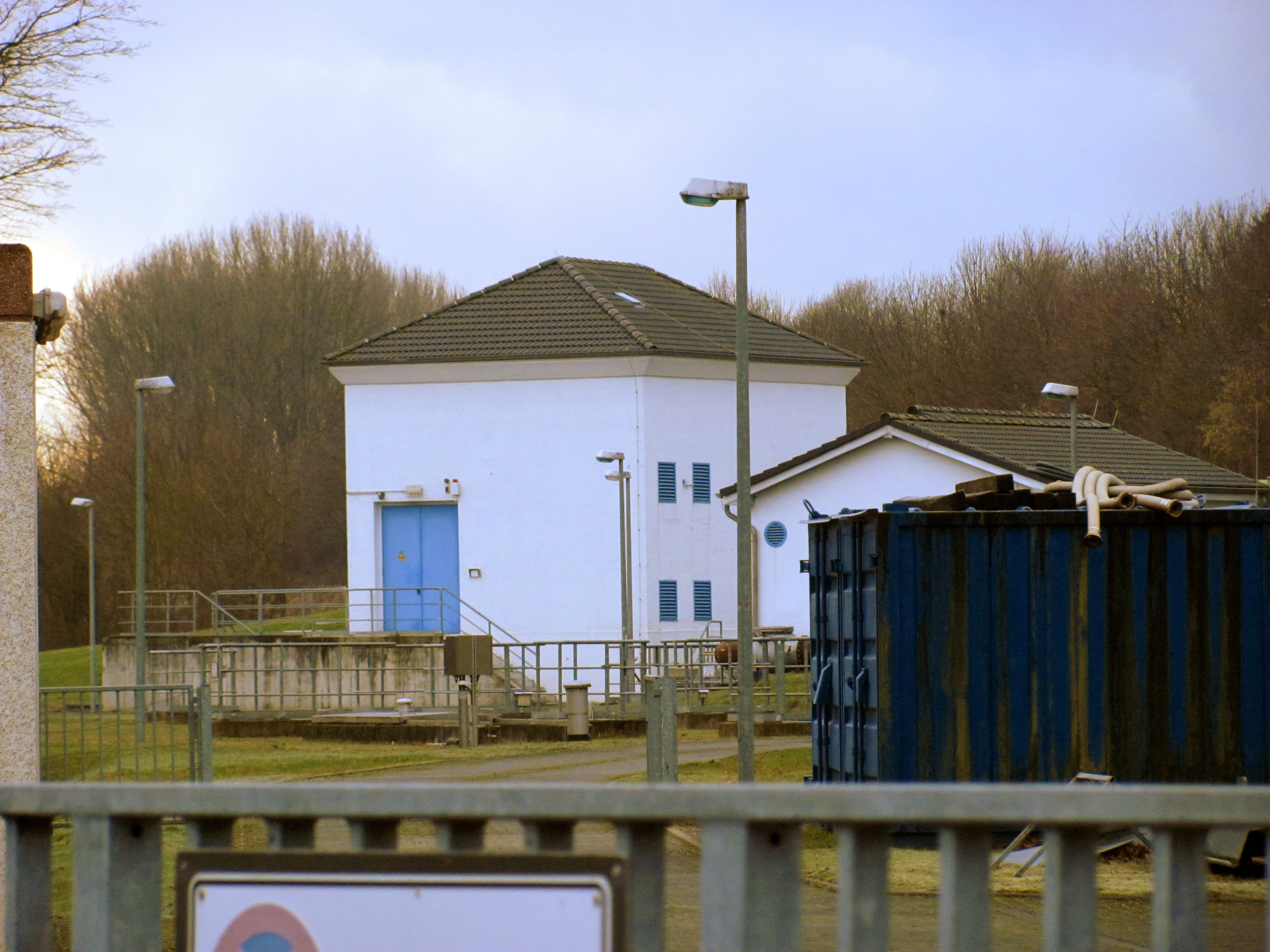
Pumpwerk Oespeler Bach in Dortmund-Marten